# 신재욱
신재욱(1990년 7월 15일 ~ )은 대한민국의 전직 스타크래프트 II 프로게이머로, 프로토스 유저이다. 아이디는 Flying.
2008년 하반기 드래프트에서 이스트로의 1차 지명으로 입단하였다.
2010년 10월 이스트로의 해체로 이스트로 선수단 공개 드래프트를 통해 웅진 스타즈에 영입되었다.
신한은행 프로리그 10-11에서는 패를 자주 하였으며, 좋지 않은 모습을 보였으나, SK플래닛 스타크래프트 프로리그 시즌1에선 주로 5세트에 출전해 여러번 패배위기의 팀을 구해내는 등 웅진의 구세주 역할을 하고 있으며 SK플래닛 스타크래프트 프로리그 시즌2에서도 7세트에 자주 출전해 팀을 승리로 이끌기도 했다.
스타2로 진행되는 첫 스타리그인 옥션 올킬 스타리그에서 정종현, 원이삭, 전태양 등이 속한 죽음의 조인 C조의 벽을 넘어 8강에 진출했다. 이후에도 좋은 모습을 보이며, 웅진의 에이스급 활약을 보여주었다.
그러나 이후 연패에 빠졌고, 상승곡선을 그리던 KeSPA 랭킹이 급락하는 등 좋지 않은 모습을 보여주었다. 하지만 최근 리쌍을 연달아 잡아내며 부활의 신호탄을 쏘아올렸다.
2013년 9월 17일 은퇴를 선언했다.

## 수상 경력
- 2008년 8월 제41회 스타크래프트 준프로게이머 선발전 입상
- 2012년 8월 옥션 올킬 스타리그 2012 8강
- 2012년 12월 핫식스 2012 글로벌 스타크래프트 II 리그 시즌 5 Code A 32강
- 2013년 2월 핫식스 2013 글로벌 스타크래프트 II 리그 시즌 1 Code A 24강
- 2013년 4월 2013 WCS 코리아 시즌 1 망고식스 글로벌 스타크래프트 II 리그 시즌 2 Code S 16강
- 2013년 6월 2013 WCS 코리아 시즌 2 옥션 올킬 스타리그 32강
- 2013년 7월 2013 WCS 코리아 시즌 2 챌린저리그 24강
- 2013년 7월 WCG 2013 한국대표선발전 스타크래프트 ll 부문 16강 good!! it's same with my name